# Museum für zeitgenössische Kunst Tokio

Logo des Museum für zeitgenössische Kunst Tokio

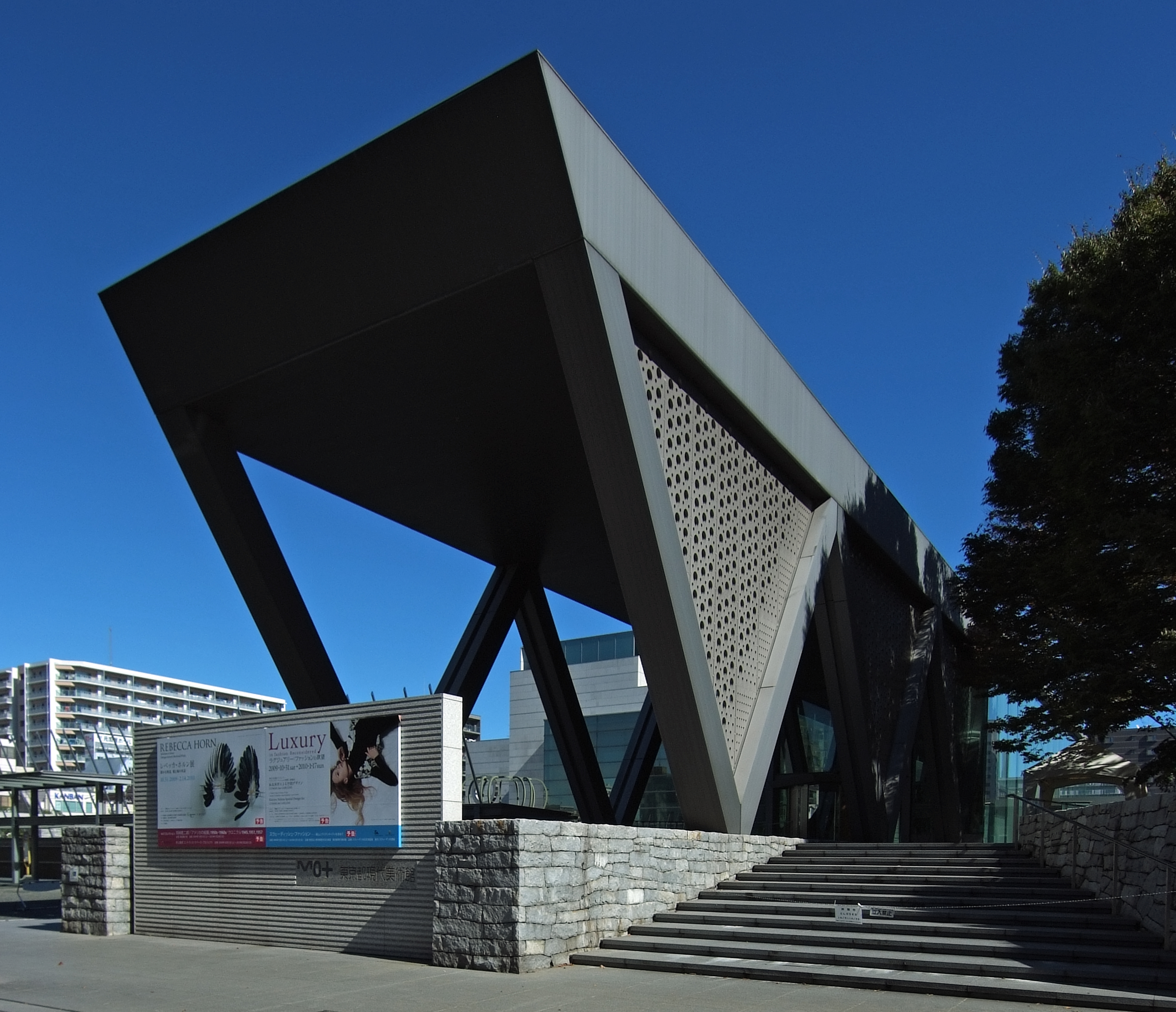
Museum of Contemporary Art Tokyo

Das Museum für zeitgenössische Kunst Tokio (englisch Museum of Contemporary Art Tokyo; japanisch 東京都現代美術館 Tōkyō-to Gendai Bijutsukan, deutsch ‚Museum für zeitgenössische Kunst der Präfektur Tokio‘) ist ein Museum für Zeitgenössische Kunst im Kiba-Park des Stadtteils Miyoshi des Tokioter Bezirks Kōtō. Das Museum ist als Zentrum der Gegenwartskunst konzipiert.

## Entstehung
Das Museum wurde als Weiterführung des 1926 eröffneten Tokyo Metropolitan Art Museum geplant, dessen Sammlung moderner Kunst dann dorthin überführt wurde. Bereits seit 1963 wurden von Tokio zusätzlich erste diskrete Käufe für das Museum getätigt. 1987 wurde der führende japanische Architekt Takahiko Yanagisawa beauftragt ein geeignetes Gebäude zu entwerfen. Mit einem Anschaffungsetat von 75 Millionen US-Dollar aus Steuergeldern kaufte Tokio weltweit nahezu 500 Werke, ohne viel Aufmerksamkeit zu erregen, darunter 39 Stücke für mehr als 500.000 US-Dollar. Erst der Kauf des Gemäldes Mädchen mit Haarband 1994 von Lichtenstein für den beträchtlichen Preis von 6 Millionen US-Dollar, obwohl der Wert des Bildes auf etwa 1,5 bis 2,5 Millionen US-Dollar geschätzt wurde, rief in Japan Aufmerksamkeit und Erstaunen hervor.
Kritisch betrachtet wurde die Wahl des Standortes, so ist vom Bahnhof ein etwa 15-minütiger Fußmarsch nötig, um das Museum zu erreichen.
Kritik wurde ebenfalls geübt, da zeitgenössische asiatische Kunst weitgehend ignoriert wurde. Die Sammlung beinhaltet Ausstellungsstücke etablierter westlicher Künstler, so zum Beispiel Andy Warhol, David Hockney, Frank Stella, Kenneth Noland und Mark Rothko. Der Rest stammt zum Großteil von Japanern, unter anderem von Yoshitomo Nara, Mariko Mori, und Tarō Okamoto.
Am 18. März 1995 wurde das etwa 430 Millionen US-Dollar teure Museum eröffnet.

## Ausstellung
Die meisten Räume des Museums werden durch rund 3500 Arbeiten, die wechselnd gezeigt werden, besetzt.
In der kleineren ständigen Sammlung wird chronologisch auf über 50 Jahre zeitgenössische Kunst zurückgeblickt, beginnend mit anti-künstlerischen Tendenzen und der Pop-Art in den 1960ern über Minimalismus bis zu modernsten zeitgenössischen Werken, werden rund 100 Werke auf rotierender Basis gezeigt. Enthalten sein können Werke von Gerhard Richter, Sandro Chia, Mark Rothko und Julian Schnabel.
Bekannte Ausstellungsstücke
- Marilyn Monroe von Andy Warhol (1967)
- Girl with Hair Ribbon von Roy Lichtenstein (1965)